# 5-я церемония «Грэмми»
5-я церемония вручения премий «Грэмми» состоялась в 1963 году в городах Чикаго, Лос-Анджелес и Нью-Йорк.

## Основная категория
- Запись года
  - Тони Беннетт за запись «I Left My Heart in San Francisco»

- Альбом года
  - Vaughn Meader за альбом «The First Family»

- Песня года
  - Leslie Bricusse & Энтони Ньюли за песню «What Kind of Fool Am I?» в исполнении Энтони Ньюли

- Лучший новый исполнитель
  - Robert Goulet

## Поп

### Лучшее женское вокальное поп-исполнение
- Элла Фицджеральд — «Ella Swings Brightly with Nelson»

### Лучшее мужское вокальное поп-исполнение
- Тони Беннетт — «I Left My Heart in San Francisco»

### Лучшее вокальное поп-исполнение дуэтом или группой
- Peter, Paul and Mary — «If I Had a Hammer»

## Классическая музыка

### Лучшее оркестровое исполнение
- Игорь Стравинский (дирижёр) & the Columbia Symphony Orchestra за запись Stravinsky: The Firebird Ballet

### Лучшее классическое исполнение — инструментальным сольным или несколькими сольными исполнителями (с оркестром)
- Игорь Стравинский (дирижёр), Isaac Stern & the Columbia Symphony Orchestra за запись Stravinsky: Violin Concerto in D

### Лучшая современная классическая композиция
- Игорь Стравинский (композитор и дирижёр) за запись Stravinsky: The Flood

### Лучшее классическое исполнение — вокальный сольный исполнитель с оркестром или без
- Леонард Бернстайн (дирижёр), Эйлин Фаррелл и нью-йоркская филармония за исполнение Götterdämmerung — Brunnhilde’s Immolation Scene/Wesendonck Songs

### Лучшая оперная запись
- Георг Шолти (дирижёр), оркестр Римского оперного театра, опера Верди «Аида», исполнители: Роберт Меррилл, Леонтина Прайс, Джорджо Тоцци, Джон Викерс.

### Лучшее классическое хоровое исполнение
- Отто Клемперер (дирижёр) и Филармония (оркестр), за исполнение произведения Баха «Страсти по Матфею».

## R&B

### Лучшее R&B-исполнение
- Рэй Чарльз — «I Can’t Stop Loving You»